# 恋地獄
『恋地獄』（こいじごく）は、花房観音による日本のホラー小説・恋愛小説。文庫化に際して、『京都 恋地獄』と改題された。
単行本は、2013年10月19日にKADOKAWA〈幽ブックス〉より書き下ろしで刊行された。文庫版は、2016年5月25日に角川文庫より刊行された。装丁は、単行本が名久井直子、文庫版が鈴木久美による。装画は、単行本が山田緑、文庫版が加藤美紀による。雑誌『ダ・ヴィンチ』2014年3月号の〈怪談 of the year 2013〉の第3位に選ばれている。
著者の花房は、「これはわたしが書いた唯一の恋愛小説でもある」「今、メディアに氾濫している恋愛やセックスの記事に対するアンチテーゼでもある」と述べている。

## あらすじ

### 序章 六道の辻
小説家の鷹村妃は、京都市内の一軒家にひとりで住んでいる。彼女は以前、東京でマンションに住んでいた。鷹村は、自分の家の庭にある涸れ井戸の傍らに、小さな鳥居があるのを見つける。彼女の家は、小野篁が地獄に通ったとされる井戸がある六道珍皇寺や、地獄絵がある西福寺の近くにあり、かつて、その辺りは〈鳥辺野〉と呼ばれ、葬送の地であった。鷹村は、ブログに「私は幽霊が見たい」と書いていたこともあり、星野から〈幽霊の話〉を書くことを依頼され、星野とともに、ある大御所作家の〈墓守娘〉に会いに、〈蓮台野〉へ行くことになる。墓守娘は、霊が見えるのだという。

### 第1章 見える女
墓守娘の畑守は、自分が見えるもののことを鷹村なら書けるのではないか、と言う。畑守は、女の徴が来た15歳の頃から、「見えるようになったか」とよく両親からきかれたという。しかし、それまでと特に変わりはなかった。畑守は、18歳の頃、旅館の跡取り息子の勝介に惚れられ、2人で夜を過ごすような仲になる。しかし、すぐに2人の関係は終焉を迎え、勝介は石の鳥居で首を吊って死んでしまう。その後、畑守は、死者が見えるようになり、両親とともに墓守をするようになる。墓を掃除したり、花や線香を供えたり、死者と話をしたりするのが、墓守の仕事だという。畑守は、勝介も見えるようになった。

### 第2章 見えない女
ある日、鷹村は、映画監督の一之瀬と京都へ行く。そこで、一之瀬は、自らの過去について話す。一之瀬の実家は、産婦人科の病院だった。一之瀬は、中学生の頃、看護師の片岡と夜をともにする。そのとき、一之瀬は片岡の背後で飛び交う〈黒いもの〉を目にする。一之瀬が大学生のとき、片岡はラブホテルで殺される。その片岡が、一之瀬の初の商業映画のラストシーンに映り込んでいる、という。

### 第3章 見える女
畑守は19歳のとき、舞鶴の寺の三男坊だという嘉太郎が婿に来てくれて、夜をともにする。そのとき、勝介が家の床の間にいたが、そのことは嘉太郎には言わなかった。畑守が21歳のとき、嘉太郎は勝介と同じように鳥居で首を吊る。勝介が嘉太郎を殺したんだ、と畑守は思ったという。畑守が30歳を過ぎた頃、七条の呉服屋の旦那と知り合う。旦那と夜をともにしたが、そのときも勝介が床の間にいたという。そして翌朝、今にも鳥居で首を吊ろうとしている旦那を見つけ、何とか阻止する。勝介が、畑守と結婚できなかった恨みをもって、旦那を殺そうとしたのだ、と畑守は考える。

### 第4章 見えない女
ある夜、鷹村と一之瀬は、烏丸今出川へ向かう。赤レンガの校舎をもつ大学と1本の道路を隔てて存在している京都御苑を歩く。鷹村は一之瀬から、「焼身自殺があったために閉鎖されているというトイレがある」という話をきき、特に怖いとは思わなかったが、恋人同士の真似ごとがしたいがために、一之瀬の袖を引く。

### 第5章 見える女
畑守は、40歳を過ぎて、両親を病気で失い、ひとりで暮らしていたとき、嘉太郎に似た良い人ができる。畑守は、その人と上品蓮台寺の枝垂れ桜を見に行ったという。畑守は、その良い人に会えなくなった日の夜に、その人がいつも泊まっている宿へ行き、その人の妻子に出くわし、その人の怒りを買ってしまう。これも、きっと勝介がその人との仲を壊すために唆したのだと畑守は考える。

### 最終章 再び、六道の辻
鷹村と星野は、畑守と別れた後、中華料理店に行く。鷹村は、畑守の話をきいたら見えるようになるかと期待していたが、見えるようにはならず、自分に霊感がないことを痛感する。星野は、怖がりだが、怖い話に接するとどきどきしたり刺激が得られたりするから、怖い話が好きだと語る。店を出て、歩いていた2人は、光を当てられて夜の闇に浮かび上がる法観寺の五重塔を見上げる。鷹村は少し怖さを感じ、星野の手に触れる。鷹村は星野を自分の家に誘い、夜をともにする。

## 登場人物
鷹村妃（たかむら きさき）
小説家。京都に住んでいる。独身。37歳。
星野
東京にある出版社の編集者。鷹村の担当。男性。30歳前後。
一之瀬保
映画監督。京都の東山五条で生まれ育つ。鷹村と付き合っている。地下鉄のホームから線路に飛び込んで自殺する。
片岡
産婦人科の看護師。
畑守志乃
墓守の家のひとり娘。蓮台野に住んでいる。70歳代。鷹村の著作を読んでいる。
勝介
旅館の跡取り息子。
嘉太郎
舞鶴の寺の三男坊。

## 書評
書店員の佐藤亜希子は、「個人的には純愛怪談である。人も物も溢れる今だからこそ、描かれる狂おしいほどに一途な感情は、蠱惑的な輝きを放ちながら胸に深く刻みつけられる」と評価している。ライターのいしいのりえは、「恋をするなら、天国だけでなく地獄の底までも体験したい、と思わせるような強烈さを本作ははらんでいる」と評価している。